# 祖哈爾·阿特瑪
祖哈爾·阿特瑪是阿富汗企業家、環保人士、研究員和經濟事務分析師。她是阿富汗第一位擁有並經營回收工廠的女性，並因此聞名。2021年底，她入選於BBC的巾幗百名之一。

## 生平
阿特瑪出生於阿富汗。據報，她成為巴基斯坦的難民，並在巴基斯坦完成了學業。塔利班垮台後，她回到阿富汗。她的職業生涯始於研究員。 於阿富汗研究和評估部門工作期間，她參與推動婦女教育、社區發言權、機會平等和謀生管道。

## 活動
阿特瑪的環保工作開始於協助應對氣候變遷的個人渴望。她建立了一家回收廠，為減輕喀布爾的污染率做出貢獻。某次採訪，她指出，一次性使用塑膠的問題是喀布爾每天產生308噸垃圾的原因之一。這個命名為 Gul-Mursal廢紙回收廠的設施每週處理33噸垃圾。
阿特瑪的回收工廠工作使她遭受性別歧視和性騷擾。她表示，成立公司很困難，因為阿富汗婦女無法滿足擔保人、商業夥伴和抵押品等要求，無法獲得貸款。從美國國際開發署（USAID）獲得10萬美元貸款後，她得以經營自己的公司。
阿特瑪也與父權體制鬥爭。她聲稱受到男性競爭對手的騷擾。她在一份報告中表示，“我經營自己的生意讓我收到很多批評，也讓許多人感到困擾”。
BBC將阿特瑪列入2021年100名具有影響力以及鼓舞人心的女性名單巾幗百名。